# 費爾菲爾德縣 (康乃狄克州)
費爾菲爾德郡（英語：Fairfield County）是美国康乃狄克州西南部的一個郡，西鄰纽约州，面積2,168平方公里。根據2020年美國人口普查，共有人口95萬7,419人。與本州其餘七郡一樣，本郡既無郡治又無郡政府。該郡成立於1666年，是康乃狄克州最早的四個郡之一。郡名來自當地海岸的鹽沼。

## 行政区划
費爾菲爾德郡有23個城鎮。
- 贝塞尔 (Bethel)
- 布里奇波特 (Bridgeport)
- 布鲁克菲尔德 (Brookfield)
- 丹伯里 (Danbury)
- 达里安 (Darien)
- 伊斯顿 (Easton)
- 费尔菲尔德 (Fairfield)
- 格林威治 (Greenwich)
- 门罗 (Monroe)
- 新迦南 (New Canaan)
- 新费尔菲尔德 (New Fairfield)
- 纽敦 (Newtown)
- 诺沃克 (Norwalk)
- 雷丁 (Redding)
- 里奇菲尔德 (Ridgefield)
- 谢尔顿 (Shelton)
- 雪曼 (Sherman)
- 史丹佛 (Stamford)
- 斯特拉特福德 (Stratford)
- 特朗布尔 (Trumbull)
- 韦斯顿 (Weston)
- 韦斯特波特 (Westport)
- 威尔顿 (Wilton)

## 人口
根據美國2010年人口普查，費爾菲爾德郡有人口916,829人。其人口是由685,900（74.8%） 白人，99,317（10.8%） 黑人，2,384（0.3%）原住民，42,284（4.6%) 亞裔（1.7%印度裔，1.0%華裔，0.4%菲裔，0.3%韓裔，0.2%京族，0.2%日裔，以及0.7%其他亞洲裔），442（0.0%）太平洋島原住民,62,474（6.8%）其他种族，以及24,028（2.6%）混血构成。另一方面，西班牙裔或拉丁美洲人有155,025人（16.9%）。

## 外部連結

### 主要媒體

#### 郡内
- Fairfield County Business Journal
- Fairfield County Weekly （页面存档备份，存于）

#### 報紙
- The Advocate of Stamford - STAMFORD edition （页面存档备份，存于）
- The Advocate of Stamford - NORWALK edition
- Connecticut Post （页面存档备份，存于）
- The Hartford Courant （页面存档备份，存于）
- The Hour of Norwalk （页面存档备份，存于）
- Greenwich Time （页面存档备份，存于）
- New York Daily News （页面存档备份，存于）
- New York Post （页面存档备份，存于）
- New York Times （页面存档备份，存于）
- The News-Times of Danbury （页面存档备份，存于）

#### 西班牙語報紙
- El Sol News （页面存档备份，存于）
- El Canillita （页面存档备份，存于）

### 高中
- Housatonic Community College
- University of Bridgeport
- University of Connecticut, Stamford campus （页面存档备份，存于）
- Norwalk Community College （页面存档备份，存于）

### 文化和藝術

#### 音樂
- Greater Bridgeport Symphony （页面存档备份，存于）
- Connecticut Grand Opera （页面存档备份，存于）
- Danbury Symphony Orchestra
- Greenwich Symphony Orchestra （页面存档备份，存于）
- Norwalk Symphony Orchestra （页面存档备份，存于）
- Ridgefield Symphony Orchestra （页面存档备份，存于）
- Stamford Symphony Orchestra （页面存档备份，存于）

### 歷史

#### 歷史網站
- National Register of Historic Places listing for Fairfield Co., Connecticut （页面存档备份，存于）

### 旅遊指南網站
- Coastal Fairfield County Convention and Visitors Bureau （页面存档备份，存于）
- Northeast Connecticut Convention and Visitors Bureau

### 郡内生意
- Business Council of Fairfield County （页面存档备份，存于）

Template:費爾菲爾德郡 (康涅狄格州)